# カルソネラ・ルディアイ
カルソネラ・ルディアイ (Candidatus Carsonella ruddii) とは、ガンマプロテオバクテリア綱に属する真正細菌の1種である。また、生存に必須と推定されている多くの遺伝子を欠く事を特徴としている。

## ゲノムサイズ
2006年、理化学研究所、北里大学、放送大学、アリゾナ大学が合同でカルソネラ・ルディアイのゲノム解析を行い、全ゲノム塩基配列を決定した。その結果、ゲノムサイズが15万9662塩基対しかないことがわかった。このサイズは、それまでに知られていたナノアルカエウム・エクウィタンス (Nanoarchaeum equitans) の49万0885塩基対よりも小さく、葉緑体と同程度である。また、メガウイルス・キレンシス (Megavirus Chilensis) の125万9179塩基対など、いくつかのウイルスはこれより大きなゲノムを持つ。50万塩基対程度のゲノムサイズを持つ生物はマイコプラズマ・ゲニタリウム (Mycoplasma genitalium) などいくつか知られており、生物のゲノムはこれ以上小さくならないと考えられていた。しかし、カルソネラ・ルディアイはこれらの3分の1以下と極端に小さい。
また、オープンリーディングフレーム (ORF) も182しか存在しない。これはマイコプラズマ・ゲニタリウムの482の半分以下である。極端に短いために、生命維持に必須と考えられている遺伝子の多くが存在しない。また、ORFのオーソログが他の真正細菌と比べて約20%程度短く、ORFの約90%が隣接するORFとオーバーラップしている。これらによって極限までゲノムサイズを小さくしていると考えられている。
カルソネラ・ルディアイの全ゲノム塩基配列の決定には、キジラミの1種 Pachypsylla venusta の菌細胞を用いた。この昆虫はカルソネラ・ルディアイ以外に共生微生物を持たないことが確認されている。この菌細胞から取り出したゲノムをMDA法で増幅した後に全ゲノムショットガンシーケンス法で配列決定を行った。これらの研究結果は、2006年10月13日付けのサイエンス誌に掲載された。このような方法のため、培養に成功していない原核生物に与えられる地位である "Candidatus" が頭に付けられており、暫定的な学名である "Carsonella ruddii" はイタリック体ではなく立体になっている。

## 生態
カルソネラ・ルディアイは、2000年にキジラミ上科に属するキジラミの体内から発見された真正細菌である。カルソネラ・ルディアイは、キジラミの体内にある菌細胞の細胞質に生息する。元々は腸内細菌を起源とすると考えられているが、キジラミの体内に侵入した後は、約2億年間もキジラミの親から子への垂直感染のみによって受け継がれてきたと考えられている。
先述の通り、カルソネラ・ルディアイはゲノムサイズが極端に小さく、生命維持に必須の遺伝子の多くも欠けているため、キジラミの菌細胞の外では生存することが出来ない偏性細胞内寄生体である。カルソネラ・ルディアイが遺伝子が欠如している状態でどのように生きているかは不明であるが、これを保持するキジラミは、カルソネラ・ルディアイがいないと繁殖できないと考えられている。これは、カルソネラ・ルディアイが、キジラミが食料とする植物の篩管液には存在しない必須アミノ酸を合成できるためである。カルソネラ・ルディアイの短い遺伝子の中では、この必須アミノ酸を合成する遺伝子は比較的良く保存されている。

## 意義
真核生物の細胞にあるオルガネラは、多くが独自のゲノムを持つが、これはかつては真核細胞に共生した共生細菌由来であると推定されている。これを細胞内共生説と呼ぶ。オルガネラのゲノムサイズは極端に小さく、大部分の遺伝子は細胞核に移行していると考えられている。カルソネラ・ルディアイのゲノムサイズも極端に小さいため、オルガネラと同様の作用で宿主であるキジラミの細胞核に遺伝子を移行したと考えられているが、それはオルガネラ以外の系では見つかっていない初めての現象であり、細菌のオルガネラ化を理解する上で重要な発見であると考えられる。。

## その他
なお、先述の通りカルソネラ・ルディアイは単独で生存することが出来ず、他種の細胞に依存している。これはウイルスと同じ性質であり、厳密に言えば生物の定義からは外れる。しかし、自己増殖能力、恒常性維持能力、単位膜系を持つという点では生物である。